# NGC 6417
NGC 6417 ist eine 13,4 mag helle Balkenspiralgalaxie vom Hubble-Typ SBb im Sternbild Herkules und etwa 156 Millionen Lichtjahre von der Milchstraße entfernt.
Sie wurde am 2. Juli 1864 von Albert Marth entdeckt.